# 六甲基乙硅烷
六甲基乙硅烷 (TMS2) 是一种有机硅化合物，化学式 Si
2(CH
3)
6，简称 Si2Me6。它是一种无色液体，溶于有机溶剂。
六甲基乙硅烷的 Si-Si 键易被强亲核体和亲电体断裂。与烷基锂的反应：
Si2Me6  +  RLi  →   RSiMe3  +  LiSiMe3
和碘反应形成三甲基碘硅烷。
Me3Si−SiMe3  +  I2  →   2 SiMe3I